# Oresbius rufidorsum
Oresbius rufidorsum är en stekelart som först beskrevs av Gabriel Strobl 1901.  Oresbius rufidorsum ingår i släktet Oresbius och familjen brokparasitsteklar. Arten är reproducerande i Sverige. Utöver nominatformen finns också underarten O. r. subarcticus.